# Altimyia boliviana
Altimyia boliviana är en tvåvingeart som beskrevs av Márcia Souto Couri 2008. Altimyia boliviana ingår i släktet Altimyia och familjen husflugor.
Artens utbredningsområde är Bolivia. Inga underarter finns listade i Catalogue of Life.